# KinKi Kids Dome Tour 2004-2005 -Font De Anniversary.-
『KinKi Kids Dome Tour 2004-2005 -Font De Anniversary.-』（キンキ キッズ ドーム ツアー 2004-2005 フォント デ アニバーサリー）は、KinKi Kidsの11作目の映像作品、及び8作目のライブビデオ。2005年8月3日発売。発売元はジャニーズ・エンタテイメント。

## 概要
- 2枚目のベスト・アルバム『KinKi Single Selection II』と20枚目のシングル『Anniversary』を携え、2004年12月18日から2005年1月1日にかけて行われた4大ドームツアー「KinKi Kids DOME TOUR 2004-2005 〜font de Anniversary.〜」 の、ツアー最終日となる2005年1月1日に行われた東京ドーム公演を収録[2]。

## 仕様・特典
- 初回限定盤[3]
  - DVD2枚組。ツアー最終日となる1月1日のMC、Disc 2にはスタジオリハーサルや、ツアー初日・最終日のオフショット映像を収録
  - 特殊LPサイズジャケット
  - 24P豪華ブックレット
  - Font De Anniversary.オリジナルピック付き
- 通常盤[4]
  - DVD1枚組。ツアー最終日となる1月1日のWアンコール曲「全部だきしめて」を収録
  - スーパージェルケース
  - 12Pブックレット

## 収録曲

### Disc 1
1. Overture
2. Anniversary
3. 硝子の少年
4. 愛されるより愛したい
5. ジェットコースター・ロマンス
6. Tell Me
7. スッピンGirl
8. 青の時代
9. Happy Happy Greeting
10. やめないで,PURE
11. フラワー
12. Misty
13. 雨のMelody
14. To Heart
15. 夏の王様
16. 全部だきしめて
17. 好きになってく 愛してく
18. Hey! みんな元気かい?
19. もう君以外愛せない
20. ボクの背中には羽根がある
21. 情熱
22. 月光
23. 愛のかたまり
24. カナシミ ブルー
25. solitude 〜真実のサヨナラ〜
26. 永遠のBLOODS
27. 心に夢を君には愛を
28. 薄荷キャンディー
29. ね、がんばるよ
30. Kinki Kids Forever (English Ver.) 
ENCORE
31. Destination
32. Anniversary
33. 全部だきしめて（通常盤のみ収録）

### Disc 2 （初回限定盤のみ）
1. SPECIAL REEL